# Abū Yūrū
Abū Yūrū (persiska: ابویورو) är en ort i Iran.   Den ligger i provinsen Khuzestan, i den centrala delen av landet, 600 km söder om huvudstaden Teheran. Abū Yūrū ligger 17 meter över havet och antalet invånare är 200.
Terrängen runt Abū Yūrū är mycket platt. Runt Abū Yūrū är det ganska tätbefolkat, med 62 invånare per kvadratkilometer. Närmaste större samhälle är Rūyẕāt-e Soflá, 19,7 km sydost om Abū Yūrū. Trakten runt Abū Yūrū är ofruktbar med lite eller ingen växtlighet.